# Don Atamanchuk
Don Atamanchuk (né le 6 novembre 1938 à Winnipeg, dans la province du Manitoba au Canada) est un joueur professionnel canadien de hockey sur glace.

## Carrière de joueur
Il commence sa carrière en 1958 avec les Quakers de Saskatoon dans la Western Hockey League.

## Statistiques
| Saison  | Équipe               | Ligue |    | Saison régulière | Saison régulière | Saison régulière | Saison régulière | Saison régulière |   | Séries éliminatoires | Séries éliminatoires | Séries éliminatoires | Séries éliminatoires | Séries éliminatoires |
| Saison  | Équipe               | Ligue | PJ | B                | A                | Pts              | Pun              | PJ               | B | A                    | Pts                  | Pun                  |                      |                      |
| 1958-59 | Quakers de Saskatoon | WHL   | 1  | 0                | 2                | 2                | 0                | -                | - | -                    | -                    | -                    |                      |                      |
| 1959-60 | Rovers de New York   | EHL   | 64 | 23               | 24               | 47               | 37               | -                | - | -                    | -                    | -                    |                      |                      |
| 1960-61 | Rovers de New York   | EHL   | 64 | 28               | 26               | 54               | 38               | -                | - | -                    | -                    | -                    |                      |                      |
| 1961-62 | L.I.-Charlotte       | EHL   | 69 | 34               | 33               | 67               | 38               | -                | - | -                    | -                    | -                    |                      |                      |
| 1962-63 | Charlotte-John-N.H.  | EHL   | 63 | 28               | 28               | 56               | 23               | -                | - | -                    | -                    | -                    |                      |                      |
| 1963-64 | Philadelphie-N.H.    | EHL   | 35 | 16               | 24               | 40               | 16               | -                | - | -                    | -                    | -                    |                      |                      |
| 1964-65 | Blades de New Haven  | EHL   | 3  | 0                | 0                | 0                | 0                | -                | - | -                    | -                    | -                    |                      |                      |